# Auslassen

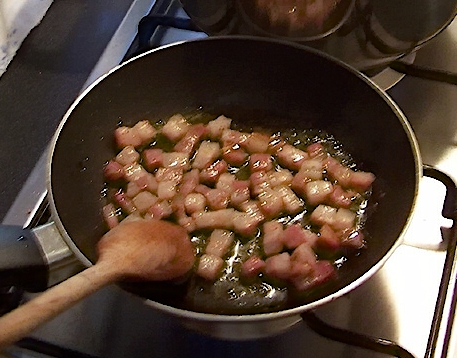
Auslassen („Anbraten“) von Speckwürfeln in einer Pfanne (hier für Spaghetti alla carbonara)

Als Auslassen bezeichnet man das Erhitzen von fetthaltigen, zerkleinerten Lebensmitteln zur Gewinnung von Ölen und Fetten. Typisch ist die Gewinnung von Schweineschmalz aus Rücken- und Bauchfett (Flomen). Dabei können einige ganze Zwiebeln und Äpfel zugegeben werden. Ebenso bezeichnet man die Zubereitung von Speckwürfeln durch das Anbraten in einer Pfanne, bei dem das Fett austritt, als Auslassen. Dabei geht es jedoch um das Produkt Speck und nicht um die Gewinnung von Fett.
Im Gegensatz dazu bezeichnet man als Zerlassen (von mittelhochdeutsch zerlāzen) das Erhitzen und Schmelzen (Zergehenlassen) von Speisefetten, bei dem die Temperatur unterhalb des Siedepunktes bleibt. Ein bekanntes Beispiel dafür ist die zerlassene Butter, die etwa bei der Zubereitung von Kartoffel- und Gemüsegerichten verwendet wird.